# Kuhstall (Sächsische Schweiz)

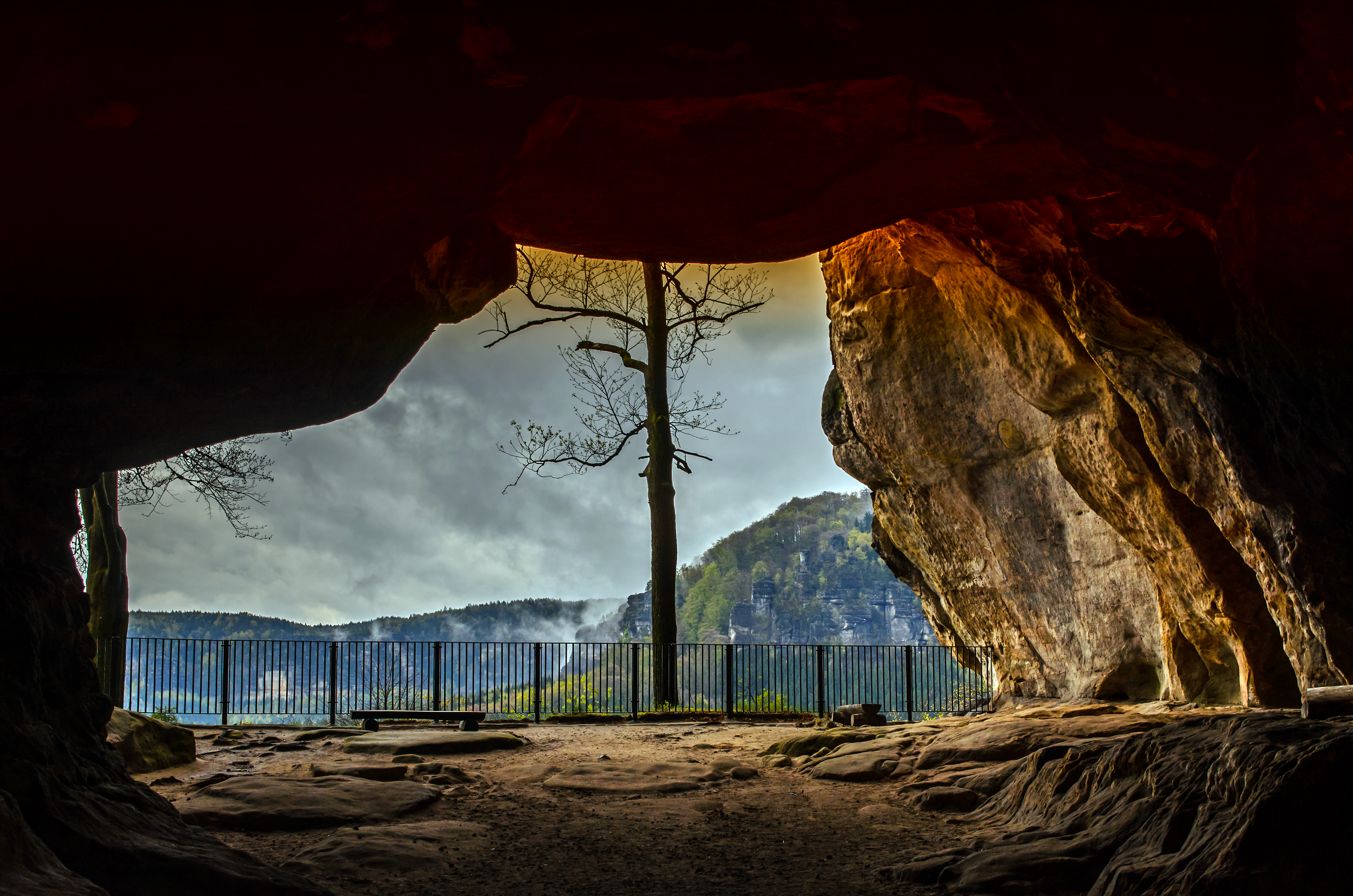
Aussichtsplattform Kuhstall in der Sächsischen Schweiz

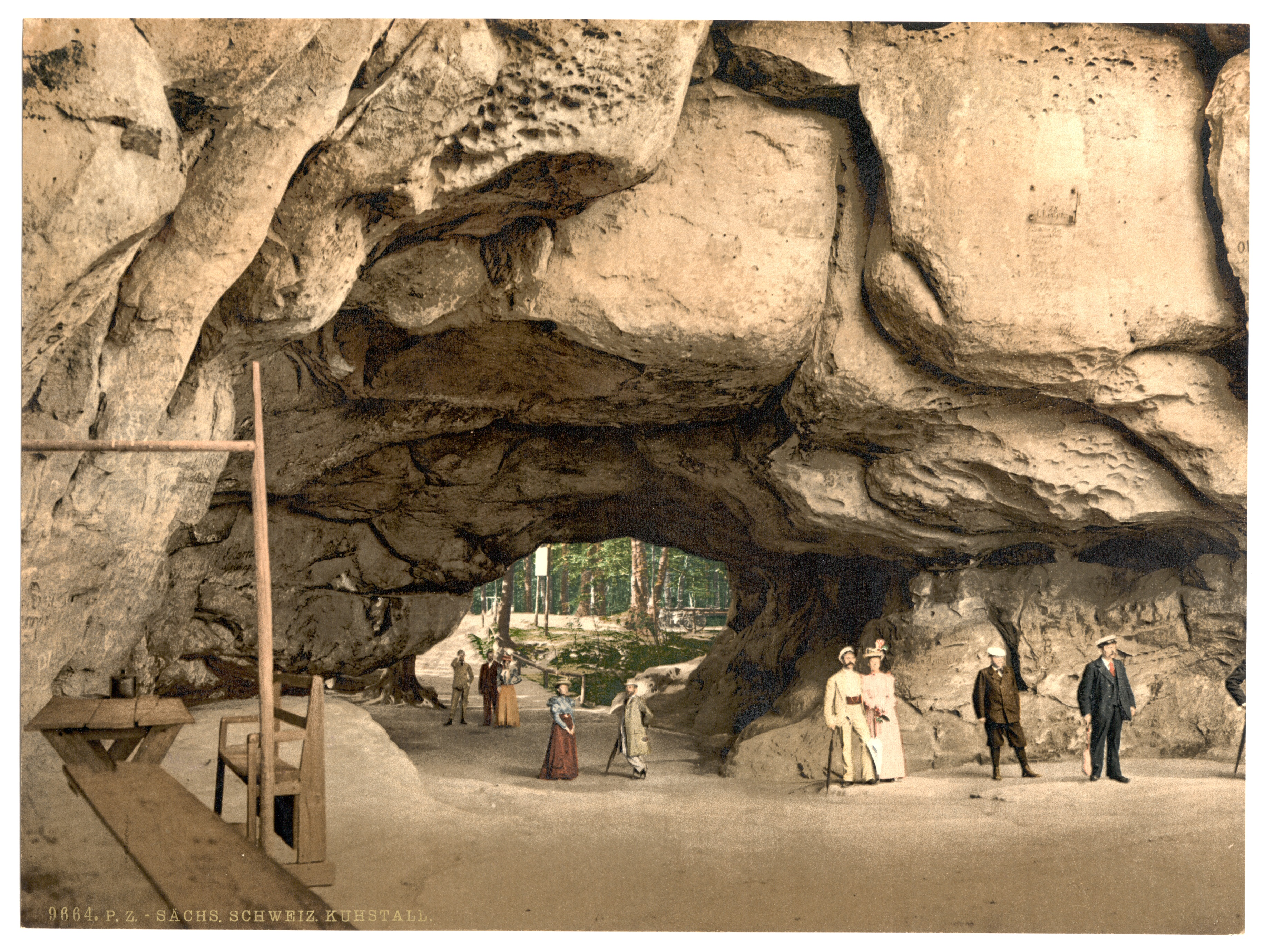
Touristen am Kuhstall (um 1900)

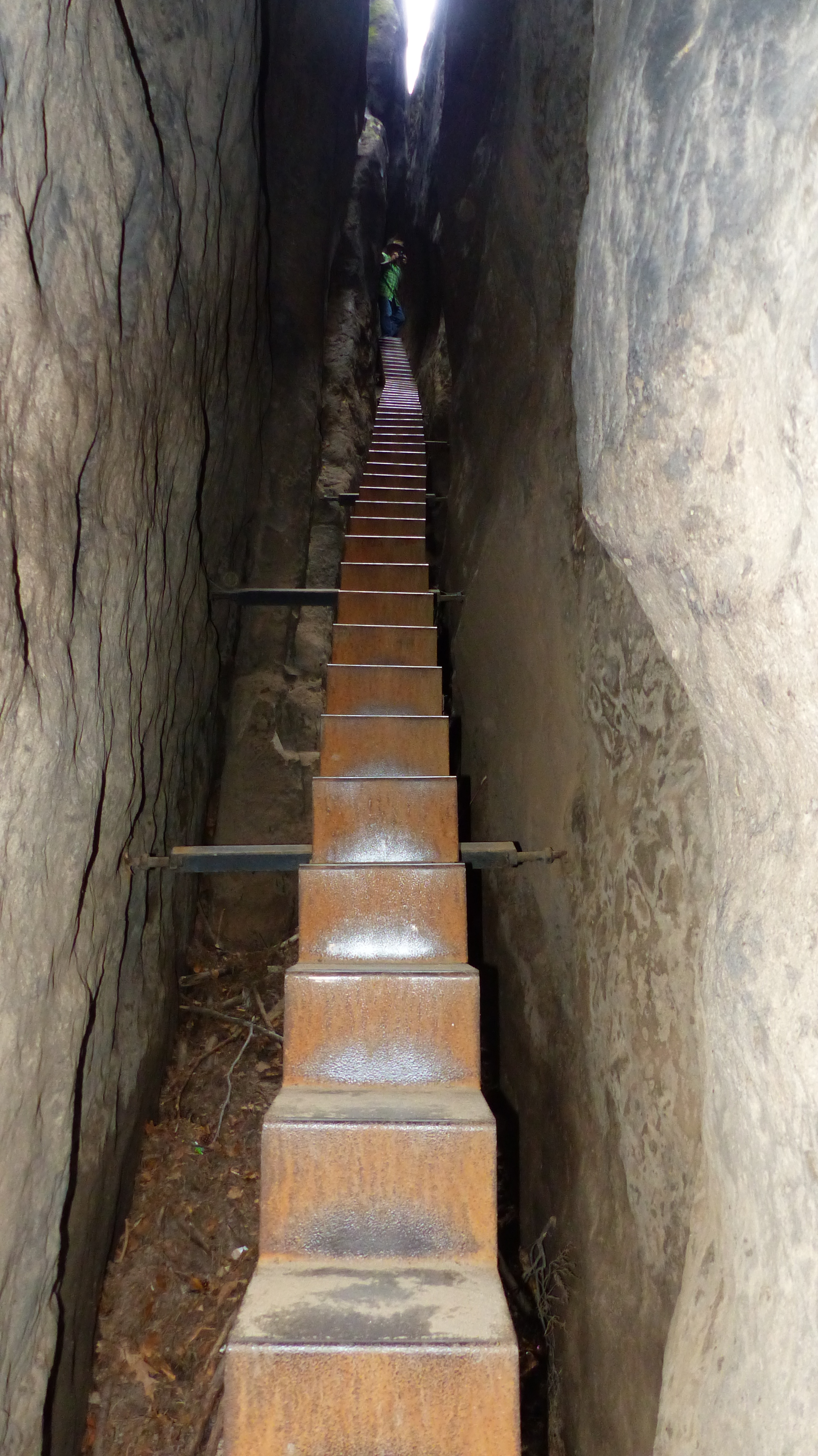
Blick die Himmelsleiter hinauf

Der Kuhstall ist das nach dem Prebischtor zweitgrößte Felsentor im Elbsandsteingebirge. Es befindet sich auf dem Neuen Wildenstein am Hausberg, einem 337 m hohen, im 15. Jahrhundert von der Burg Wildenstein beherrschten Felsen der Hinteren Sächsischen Schweiz. Der Kuhstall liegt südlich des Lichtenhainer Wasserfalls und oberhalb des Kirnitzschtales bei Lichtenhain, gehört aber zur Gemarkung Ostrau und somit zu Bad Schandau.

## Name
Der Name Kuhstall wird auf zwei mögliche Ursachen zurückgeführt. Zum einen versteckte die Bevölkerung der umliegenden Orte während des Dreißigjährigen Kriegs in dem sehr breiten Felsentor ihr Vieh vor marodierenden schwedischen Soldaten. Zum anderen wird vermutet, dass bereits die Bewohner der mittelalterlichen Burg, die zum Schluss zu einem Raubritternest verkommen war, dort das Vieh unterbrachten, das sie bei ihren Raubzügen erbeuteten.
Der erste Erschließer der Sächsischen Schweiz, Wilhelm Leberecht Götzinger, schlug vor, das Felsentor als Wildensteiner Felsenhalle zu bezeichnen, gegenüber dem volkstümlichen Kuhstall konnte sich diese Bezeichnung nicht durchsetzen. Aus der Zeit der frühen touristischen Erschließung stammen auch viele alte Inschriften, die an den Wänden und der Decke des Kuhstalls mit Ruß und Farbe angebracht oder in den Fels gekratzt wurden.

## Beschreibung
Der Kuhstall ist 11 Meter hoch und hat eine Breite von 17 Metern. Direkt am Kuhstall befindet sich, mit einem Geländer gesichert, ein Aussichtspunkt. Etwa in der Mitte der Felsformation führt eine steile Treppe durch einen schmalen Felsspalt nach oben, die sogenannte Himmelsleiter. Am oberen Ende der Treppe befindet sich ein weiterer Aussichtspunkt mit Panoramablick über die Sächsische Schweiz.

## Geologie
Das Felsenfenster liegt auf einer tonhaltigen Zwischenschicht. An den Begrenzungswänden befindet sich glatt polierter, verkieselter Fels. Ursache waren die tektonischen Bewegungen der ca. 900 m entfernten Lausitzer Verwerfung; dort wurden in der Kreidezeit die älteren Granite über die jüngeren Sandsteine geschoben.
Das Felsmassiv weist zahlreiche Höhlen und Überhänge auf, die legendäre Namen (wie Schneiderloch und Wochenbett) tragen.

## Tourismus
Der Kuhstall entwickelte sich im frühen 19. Jahrhundert zu einer der Hauptattraktionen der Sächsischen Schweiz. Er war eine wichtige Station entlang des Malerweges. August von Goethe besuchte den Felsen im Juni 1819 und berichtete: „Eine freundliche Bewirthung mit Bier, Erdbeeren, Limonade u. Rum machten diesen Punct auch zu einem Erholungsplatz für den hungrigen und ermüdeten Körper.“
Seit 1824 gibt es neben dem Felsentor ein Berggasthaus, das mehrmals umgebaut und erweitert wurde. Mit Eröffnung der Kirnitzschtalbahn zum Lichtenhainer Wasserfall ist der Kuhstall seit 1898 leichter erreichbar. Von dort führt ein breiter, aber recht steiler Wanderweg nach oben, der mit dem roten Punkt markiert ist. Alternativ kann über die „alte Straße“ von der Lichtenhainer Mühle aufgestiegen werden. Der Weg führt vorbei am touristisch uninteressanten Hausberg und ist mit dem gelben Strich markiert.
1837 trug Helmina von Chézy auf einer Reise in das Fremdenbuch am Kuhstall ein: „Hier, wo die schöne Natur uns entzückt und begeistert, werden schlechte Witze gemacht und gekleistert“ und erntete den Kommentar: „Ei, Frau von Chezy, mit ihren Versen, da geh’ sie. Ad. v. Th., 27. Juli 1837.“
Der Kuhstall ist auch heute noch ein viel besuchtes Ausflugsziel. Von der Aussichtsterrasse südlich des Felsentors sind die Kletterfelsen der Hinteren Sächsischen Schweiz in einem weiten Panorama sichtbar. Oberhalb des Kuhstalls befinden sich die über die schmale Himmelsleiter zu erreichenden Reste der früheren Burganlage.
Der Kuhstall ist Teil des Malerweges auf seiner 4. Etappe.

## Trivia
Auf böhmischem Ansichtenglas ist der Kuhstall neben anderen Abbildungen der Sächsischen Schweiz eines der häufigsten Motive.